# Notwehr (Schweiz)
Notwehr stellt einen Rechtfertigungsgrund dar. Sie besteht in der Berechtigung, zur Abwehr eines unrechtmässigen Angriffs in die Rechtsgüter des Angreifers einzugreifen. Überschreitet der Berechtigte die Grenzen der Notwehr, so spricht man von einem Notwehrexzess.

## Notwehr
In der Schweiz ist die rechtfertigende Notwehr in Art. 15 StGB geregelt. Wird jemand ohne Recht angegriffen oder unmittelbar mit einem Angriff bedroht, ist es erlaubt, den Angriff in einer den Umständen angemessenen Weise abzuwehren. Die Tat des Abwehrenden ist somit gerechtfertigt, wenn sie verhältnismässig ist.

## Notwehrexzess
Ein Notwehrexzess liegt vor, wenn der Abwehrende die Grenzen der Notwehr überschreitet. Die Strafe wird bei Notwehrexzess gemildert (Art. 16 Abs. 1 StGB). Überschreitet der Abwehrende jedoch die Notwehr in entschuldbarer Aufregung oder Bestürzung über den Angriff, bleibt er straflos (Art. 16 Abs. 2 StGB).

## Notstand
Von der Notwehr abzugrenzen ist der rechtfertigende Notstand. Beim Notstand geht es nicht um die Verteidigung eines Rechtsguts gegen unrechtmässige Angriffe, sondern um die Rettung eines Rechtsguts aus einer unmittelbaren Gefahr. Die Notstandstat muss daher viel strengeren Anforderungen genügen als die Notwehr. Werden die Anforderungen nur teilweise erfüllt, so wird die Strafe gemildert (Art. 18 Abs. 1 StGB; Notstandsexzess). War dem Täter nicht zuzumuten, das gefährdete Gut preiszugeben, bleibt er straflos (Art. 18 Abs. 2 StGB).

## Putativnotwehr
Die Putativnotwehr gilt gemäss Art. 13 StGB als Sachverhaltsirrtum, eine spezielle Form der Notwehr. Der Betroffene geht von einer Notwehrlage aus – obwohl er gar nicht angegriffen wird.